# Mons Penck
Mons Penck es un promontorio situado en la cara visible de la Luna, justo al nordeste del cráter Kant; y al norte de Ibn-Rushd y del escarpe Rupes Altai. Al sureste de Mons Penck aparecen los prominentes cráteres Theophilus y Cyrillus.
Las coordenadas selenográficas de esta cumbre son 10,0° de latitud sur y 21,6° de longitud este. Tiene un diámetro de aproximadamente 30 km en la base y se eleva unos 4 km sobre el terreno circundante. Debe su nombre al geógrafo y geólogo alemán Albrecht Penck (1858–1945).